# Kék fajd

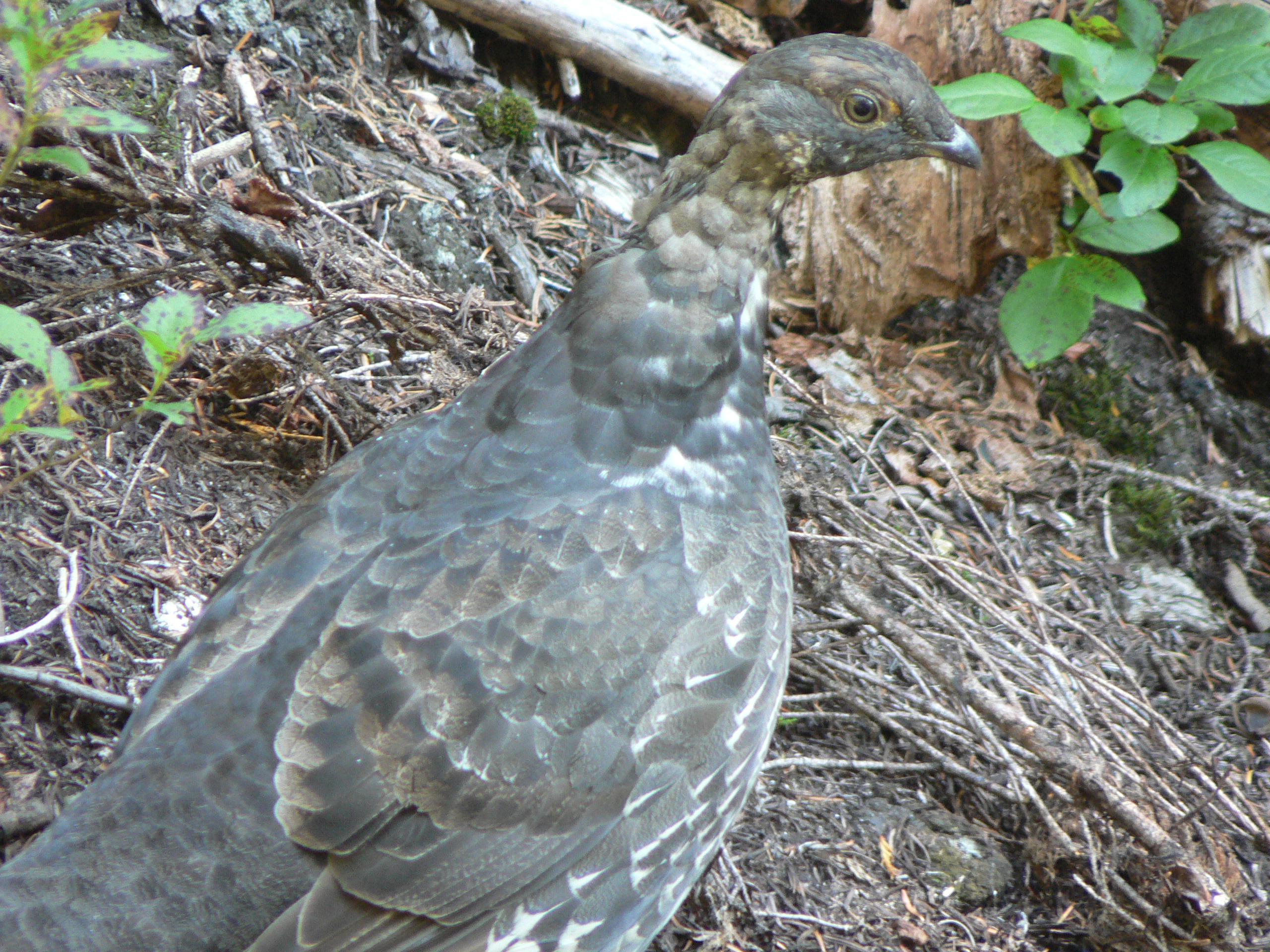
A tojó

A kék fajd (Dendragapus obscurus) a madarak osztályának a tyúkalakúak rendjébe és a fácánfélék családjába  tartozó faj.

## Előfordulása
Elterjedési területébe beletartozik Alaszka délkeleti része, a kanadai Északnyugati Tartomány, innentől délre Kaliforniáig, Arizonáig, Coloradóig és Új-Mexikóig él. 
Elsősorban sárgafenyő- és duglászfenyő-erdőkben él. A költési időszak után a magashegyekbe vonul.

## Alfajai
- Dendragapus obscurus sitkensis – (Swarth, 1921)
- Dendragapus obscurus sierrae – (Chapman, 1904)
- Dendragapus obscurus howardi – (Dickey & van Rossem, 1923)
- Dendragapus obscurus richardsonii – (Douglas, 1829)
- Dendragapus obscurus pallidus – (Swarth, 1931)
- Dendragapus obscurus obscurus – (Say, 1823)
- Dendragapus obscurus oreinus – (Behle & Selander, 1951)

## Megjelenése
Hossza 40-55 centiméter. A hím színezete sötétszürke kékes árnyalattal, amiről nevét is kapta. Szemöldöke narancssárgás színű. Jellegzetes bélyege a nyakán levő sárga színű, csupasz folt, mely körül tollazata fehér. Farka fekete, a vége szürke színű.
A tojók és a fiatal madarak barnás színűek.

## Életmódja
Magányos, de párzáskor több kakas és több tyúk összegyűlik. Tápláléka télen szinte kizárólag fenyőtűkből áll. Nyáron rovarokat, magvakat, hajtásokat fogyaszt.

## Szaporodása
A párzási időszakban a hím mély hangú, messze hangzó kiáltásokkal csalogatja magához a tojókat. Ilyenkor jellegzetes testtartást vesz fel. Farkát kitárja, tollait felmereszti és pompásan csillogó nyakfoltját és szemöldökét mutogatja a tojóknak.
A tojó a fészkét a talajra rakja valamilyen bozótos helyre vagy sziklahasadékba, és fűvel meg fenyőtűkkel béleli ki. 5-10 krémszínű, barna foltos tojást rak.

## Képek

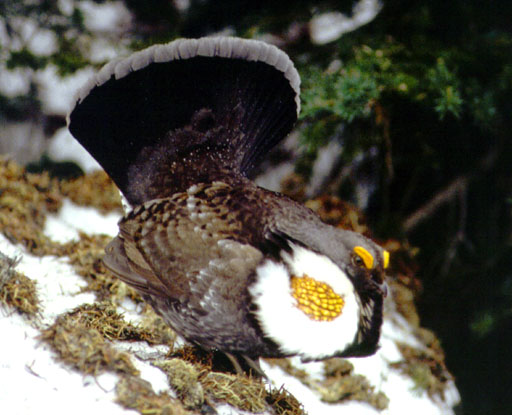
Hím
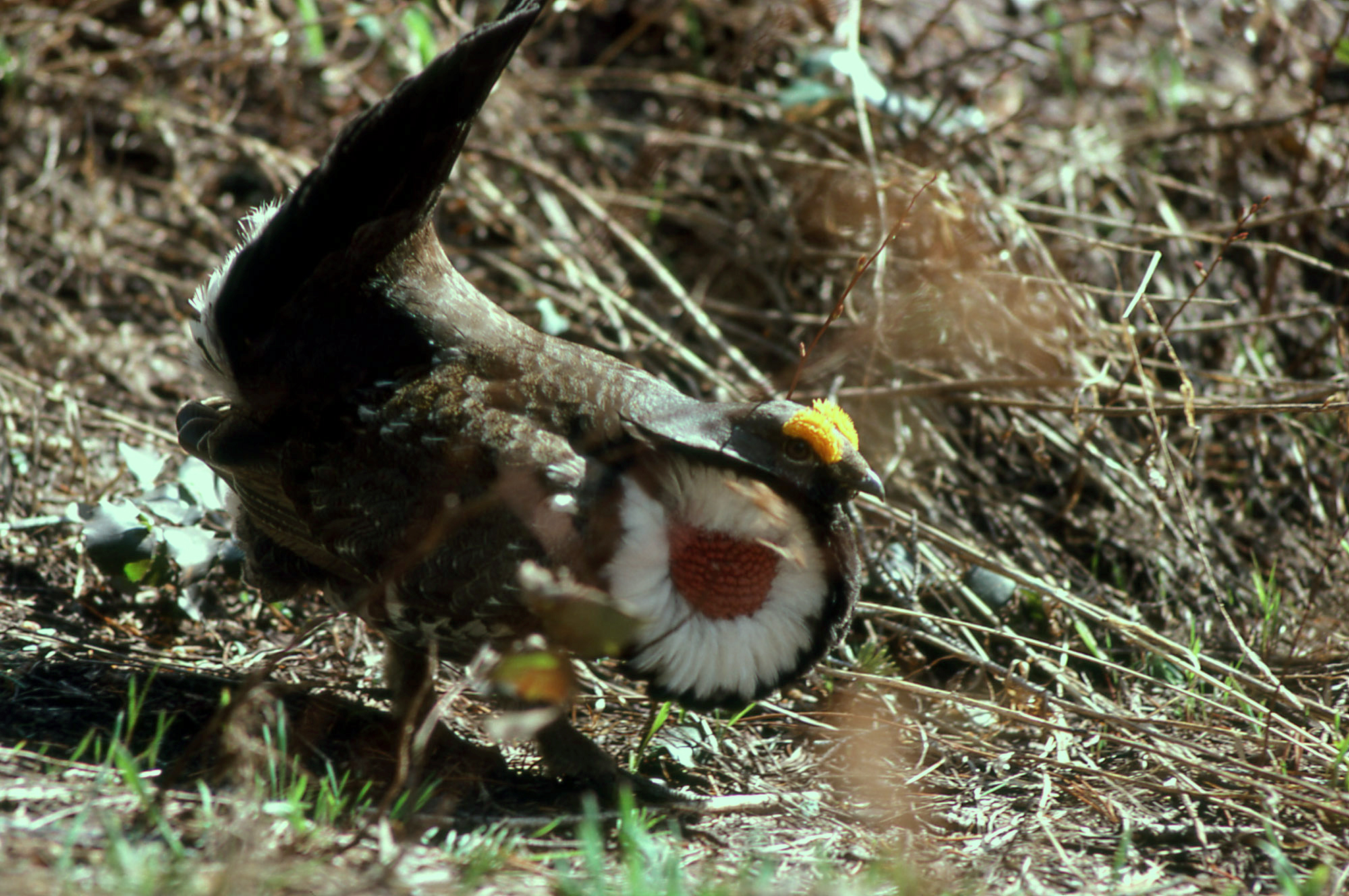
Hím
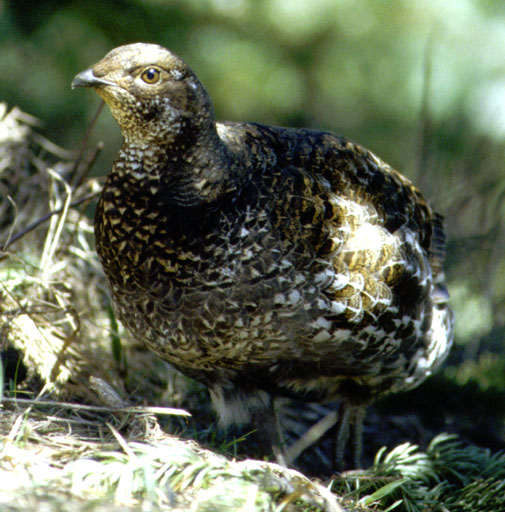
Tojó
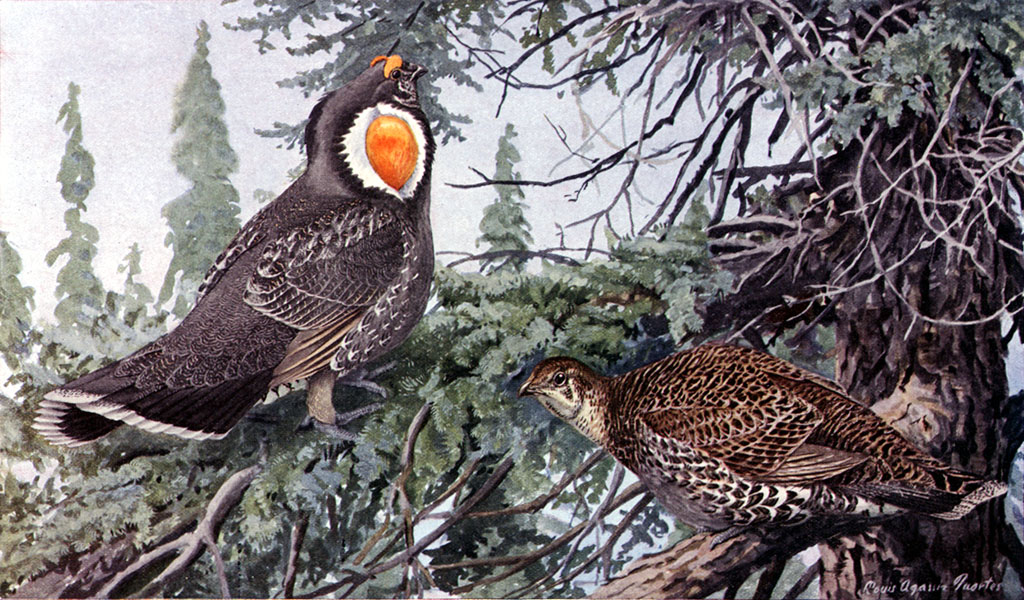
Hím és tojó

## Külső hivatkozás
- Képek az interneten a fajról
- Ibc.lynxeds.com - videó a fajról